# Sawakin
Sawakin (arab. سواكن, Sawākīn; ang. Suakin) – miasto portowe położone na przybrzeżnej wyspie w północno-wschodnim Sudanie, na wybrzeżu Morza Czerwonego, zamieszkane przez (dane szacunkowe z 2007 roku) blisko 30 tysięcy osób. W swoim czasie (do lat 30. XX wieku) był to główny port sudański, ale później stracił znaczenie na rzecz miasta Port Sudan, położonego zaledwie 47 kilometrów na północ. Stare miasto, zbudowane głównie z białego korala i znane jako ostatnie centrum handlu niewolnikami, leży dziś w ruinach. Port w Sawakin obsługuje głównie żeglugę promową do Dżuddy w Arabii Saudyjskiej, miasta leżącego na trasie pielgrzymek do Mekki.
W przeszłości Sawakin przeżywał okresy prosperity; z danych źródłowych wynika, że weneccy kupcy mieli tu swe faktorie handlowe w XIV wieku. Miasto było ostoją chrześcijaństwa i portem, z którego wyruszały etiopskie pielgrzymki do Jerozolimy, do czasu, gdy Selim I zdobył je w roku 1517. W pięćdziesiąt lat później miasto Sawakin stało się ośrodkiem władzy paszy (wicekróla) należącym do imperium osmańskiego ejalecie Habeş, w skład którego wchodziły także miasta Hyrgigo i Massaua w dzisiejszej Erytrei).
W latach 1884, 1888 i 1889, Brytyjczycy pokonali tu wojska mahdystów dążących do zajęcia portu i przecięcia linii dostaw dla wojsk egipsko-brytyjskich w Sudanie.